# Phronia nitidiventris
Phronia nitidiventris är en tvåvingeart som först beskrevs av Wulp 1858.  Phronia nitidiventris ingår i släktet Phronia och familjen svampmyggor. Arten är reproducerande i Sverige. Inga underarter finns listade i Catalogue of Life.